# Cmentarz ewangelicki w Radomiu
Cmentarz ewangelicki w Radomiu – cmentarz ewangelicki parafii luterańskiej w Radomiu, położony przy zbiegu ulic Kieleckiej i Wolanowskiej w Radomiu.

## Historia
Powstał we wrześniu 1833, a więc siedem lat po erygowaniu radomskiej parafii luterańskiej. Został utworzony na gruntach podarowanych parafii przez niejakiego Szmidta. W 1834 cmentarz został otoczony fosą i obsadzony drzewami. W 1839 wybrukowano wjazd. W latach 1857–1858 ogrodzony został murem, który poświęcono w 1860. W tym samym czasie powiększono nieznacznie teren cmentarza. W latach osiemdziesiątych XIX wieku cmentarny mur był remontowany. W 1893 na gruntach odkupionych od niejakiego Bogackiego powstał dom grabarza. W 1902 Ewa Reich ufundowała dzwon, który zawieszono na bramie wjazdowej. W latach 1902–1904 uporządkowano układ przestrzenny cmentarza i cmentarny drzewostan. 
W 1915 podczas deportacji mieszkańców miasta pochodzenia niemieckiego w głąb Imperium Rosyjskiego miejscowy margines zdewastował cmentarz, włamując się do grobów. W czasie I wojny światowej pochowano na cmentarzu 112 żołnierzy-ewangelików służących w armii niemieckiej i austro-węgierskiej.
W 1926 odprawiono na cmentarzu nabożeństwo z okazji jubileuszu stulecia parafii. W 1934 podwyższono mur otaczający cmentarz.
Brak bliższych wiadomości na temat losów cmentarza podczas II wojny światowej. W 1977 przeprowadzono inwentaryzację cmentarza. W 1981 dokonano zorganizowanej kradzieży nagrobków, a rok później, 3 maja 1982, cmentarz został wpisany do rejestru zabytków. W 2004 rozpoczęto rozbiórkę domku grabarza, jako nienadającego się do remontu. W 2005 wyremontowano mur cmentarny i ponownie uporządkowano drzewostan. W 2007 lub 2008 dokonano ponownej inwentaryzacji.

## Układ i stan zachowania cmentarza
Cmentarz o nieregularnym kształcie podzielony jest na niewielkie kwatery, w których znajduje się po kilka, kilkanaście grobów. Taki układ pochodzi z lat pięćdziesiątych XIX wieku.
Cmentarz jest zachowany w dość dobrym stanie. Dzięki akcjom porządkowym organizowanym przez parafię od lat osiemdziesiątych XX wieku, w których brali udział wolontariusze z kraju i zagranicy, a także dzięki objęciu cmentarza opieką przez uczniów radomskiego Zespołu Szkół Ekonomicznych, inspirowanych przez nauczycielkę Bożenę Ziętek, nekropolia jest czysta i uporządkowana. Na cmentarzu znajduje się obecnie 269 grobów, z których 81 jest zupełnie zniszczonych. Nagrobki na cmentarzu były wykonywane przez radomskich rzemieślników, lecz również przez zakłady z Warszawy i Lublina. Nagrobki wykonano z piaskowca, żeliwa, granitu i innych materiałów.

## Pochowani na cmentarzu
- Arnekkerowie - rodzina aptekarzy
- Anna Brandt
- August Brusendorf - nauczyciel
- Buffowie - rodzina przemysłowców
- Ludwik Teodor Coppe - dyrektor stacji telegrafu
- Długołęccy - rodzina przemysłowców
- Adolf Frick (zm. 1874) - aptekarz
- Gainowie - rodzina przemysłowców
- Bronisław Hassenbein - prawnik
- Juliusz Karol Hempel - nauczyciel
- Edward Herbst - kupiec
- Samuel Hoppen, Karol Franciszek Hoppen - aptekarze
- Karschowie - rodzina przemysłowców
- Keplerowie - rodzina przemysłowców
- Kindtowie - rodzina przemysłowców
- Juliusz Krause - duchowny
- Kuntzowie - rodzina przemysłowców
- Karol Liebich - lekarz
- Liederowie - rodzina przemysłowców
- Lorentzowie
- Łagodzińscy - rodzina aptekarzy
- Marxowie - rodzina aptekarzy
- Gustaw Kazimierz Marx - lekarz
- Kazimiera Marx - nauczycielka
- Metzgerowie - rodzina przemysłowców
- Adolf Minde - właściciel ziemski
- Pentzowie - rodzina aptekarzy
- Alfons Pinno - architekt
- Czesław Michał Pławski - generał
- Władysław Roguski - prawnik
- Rösslerowie - rodzina przemysłowców
- Julian Schniersztein - lekarz
- Władysław Schummer - obywatel ziemski
- Skibińscy - rodzina przemysłowców
- Adolf Spetch - właściciel ziemski
- Antoni Szulc - urzędnik Kolei Warszawsko-Wiedeńskiej
- Adolf Tochterman - lekarz
- Henryk Tochterman - duchowny
- Wickenhagenowie - rodzina przemysłowców
- Otton Wüstehube - pastor
- Ludwik Zerx - właściciel ziemski